# Révolte étudiante du 5 février 1972 en Tunisie
La révolte étudiante du 5 février 1972, aussi appelée « Samedi noir », est un mouvement de contestation des étudiants tunisiens dans le but d'affirmer leur indépendance à l'égard du régime de parti unique, le Parti socialiste destourien (PSD) du président Habib Bourguiba.

## Origine du mouvement
Depuis le milieu des années 1960, l'université connaît plusieurs épisodes de contestations étudiantes (décembre 1966, juin 1967, janvier-mars 1968, février 1970 et février 1971) menés notamment par Khemaïs Chammari et le Groupe d'études et d'action socialiste (GEAST), plus connu sous le nom de Perspectives tunisiennes. L'Union générale des étudiants de Tunisie (UGET), centrale syndicale étudiante, est toujours mise au pas par le régime de parti unique, le PSD, au pouvoir depuis l'indépendance. Les étudiants considérés comme dissidents sont exclus de sa direction.
En août 1971, le 18e congrès de l'UGET qui se tient à Korba voit deux camps s'affronter, avec d'un côté les tenants de l'autonomie de l'UGET par rapport au PSD et de l'autre les étudiants du bureau national des étudiants destouriens. Minoritaires, les étudiants destouriens qui voient certains des leurs prendre le parti de l'autonomie, décident d'arrêter les travaux du congrès et installent une direction qui leur est favorable à la tête de l'UGET. Cette direction est contestée par les partisans de l'autonomie qui tentent alors une négociation avec le ministre de l'Éducation. Cette négociation s'étant traduite par un échec, une pétition signée par 91 congressistes favorables à l'autonomie circule dans les trois facultés et les divers instituts formant l'université tunisienne de l'époque afin de tenir un congrès extraordinaire de l'UGET. Un mouvement de solidarité pour la réintégration de Férid Ben Chehida, étudiant exclu pour avoir manqué de respect à une assistante, fournit l'occasion de la tenue d'un congrès extraordinaire le 5 février 1972.

## Chronologie des évènements
Les événements se déroulent de la façon suivante :
- Vendredi 21 janvier : Les étudiants déclenchent une grève afin de demander la réintégration de Férid Ben Chehida, un mot d'ordre massivement suivi ;
- Samedi 29 janvier : Au cours d'un meeting à la faculté des lettres, les étudiants posent le cas d'Ahmed et de Simone Ben Othman, militants d'extrême gauche devant être jugés pour complots contre la sûreté de l'État pour avoir publié des articles dans une revue clandestine. Les étudiants proposent d'investir le Palais de justice le 1er février et votent aussi la grève des cours pour la journée du 31 janvier ;
- Lundi 31 janvier : La grève générale des cours est largement suivie. Des assemblées générales ont lieu dans toutes les facultés pour discuter du problème de l'exclusion de Ben Chehida et du jugement des Ben Othman. Au cours de ces assemblées, la décision de manifester devant le Palais de justice est prise ;
- Mardi 1er février : La manifestation a lieu devant le Palais de justice en même temps que plusieurs centaines d'étudiants assistent au procès. En fin de matinée, la police disperse les manifestants. S'ensuit un chassé-croisé entre les étudiants et les forces de l'ordre. Chaque fois que les étudiants sont dispersés, ils se rassemblent à nouveau dans un autre quartier de la ville jusqu'au petit matin ;
- Mercredi 2 février : Un grand meeting est organisé par les étudiants à l'intérieur du campus universitaire, au cours duquel la question de la représentativité de l'UGET est débattue. Le meeting tient lieu de congrès avec diverses commissions. En cas d'empêchement, les étudiants menacent de mener une grève illimitée des cours le 7 février. Près de 5 000 étudiants sur les 10 000 étudiants que compte alors l'université participent à ce congrès.
- Samedi 5 février : La police envahit le campus universitaire et interrompt par la force les travaux du congrès. Les étudiants subissent les violences des brigades anti-émeutes et plusieurs d'entre eux sont blessés.

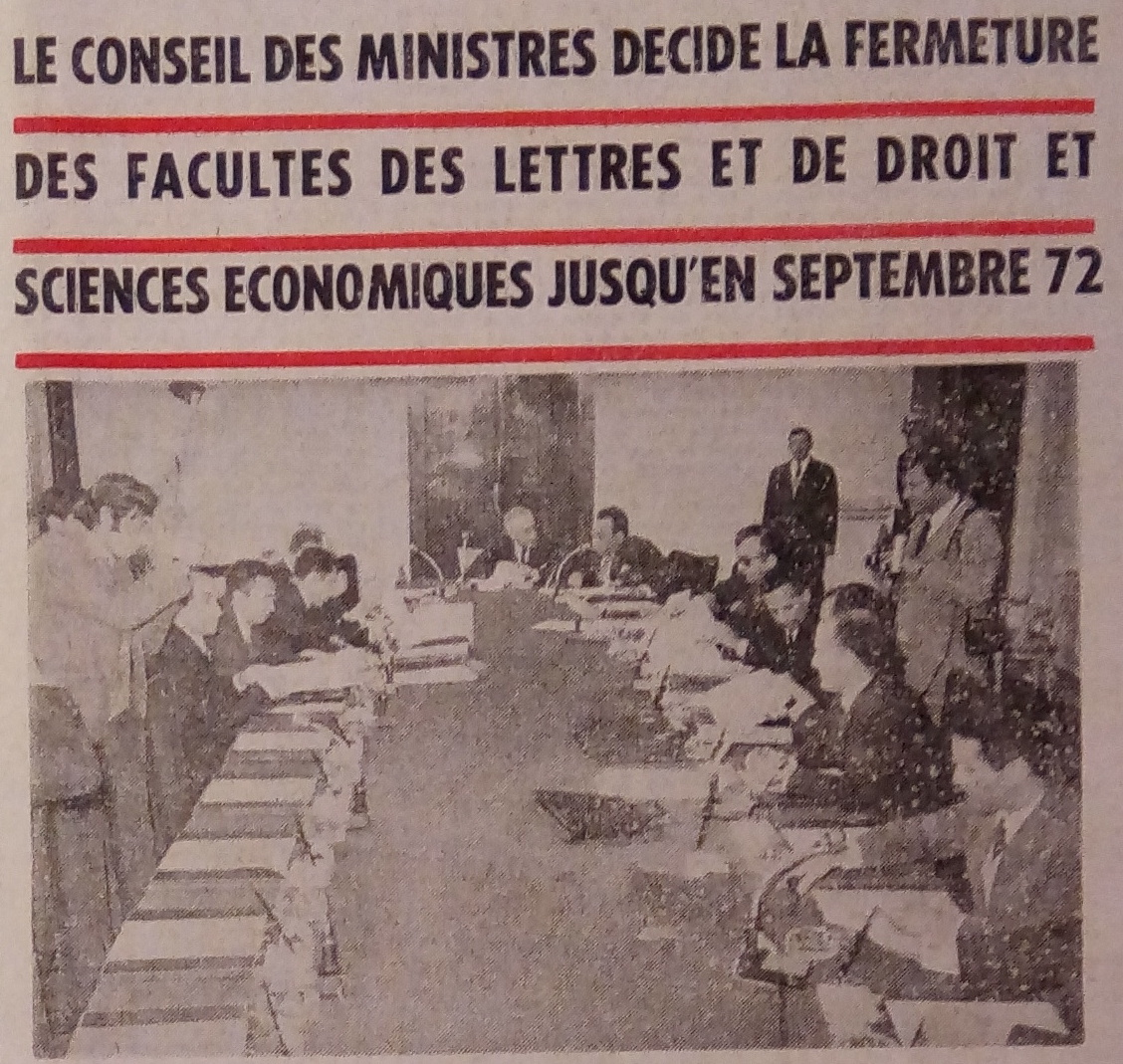
Décision de fermeture des facultés des lettres et de droit et sciences économiques

- Lundi 7 février : Devant l'ampleur du mouvement étudiant qui a gagné la sympathie des lycéens, qui se mettent à leur tour en grève, le gouvernement répond par une campagne de répression au cours de laquelle près de 1 000 étudiants sont arrêtés. Le lendemain, le gouvernement vote la fermeture des facultés des lettres et de droit et sciences économiques jusqu'en septembre ; cette décision suscite une grande émotion puisque le discours officiel de l'époque insiste sur les efforts du gouvernement en matière d'éducation, considérée comme le principal cheval de bataille pour le développement du pays.

Étant donné le grand nombre de personnes arrêtés, le Premier ministre Hédi Nouira demande au parquet de classer l'affaire. Le 16 avril, le président Habib Bourguiba, sollicité par des intellectuels et des universitaires, intervient personnellement pour rouvrir les deux facultés.

## Symbolique
Pour les mouvements étudiants ainsi que les militants politiques de gauche, le mouvement du 5 février 1972 est équivalent aux contestations de Mai 1968. La révolte du 5 février 1972 est aussi appelée « Samedi noir » en raison des violences et de la répression qui l'a marquée. L'épisode est resté dans la mémoire collective tunisienne comme un évènement déclencheur de l'effervescence politique de la Tunisie des années 1970.